# Robert Williamson III
Robert Williamson III (Dallas, 7 novembre 1970) è un giocatore di poker statunitense.

## Poker
È noto per la sua bravura e per i suoi numerosi piazzamenti a premio negli eventi di omaha delle WSOP.
Al 2015 il totale delle sue vincite nei tornei live supera i $2,287,090, di cui $1,287,634 grazie ai piazzamenti a premio alle WSOP.

## Braccialetti delle WSOP
| Anno | Evento                 | Premio   |
| ---- | ---------------------- | -------- |
| 2002 | $5,000 Pot-Limit Omaha | $201,160 |